# تيكلوج
برنامج تيكلوج أو (بالإنجليزية:  Techlog)‏، هو برنامج مملوك لشركة شلمبرجير العالمية والتي تعمل بمجال البترول. يهدف البرنامج إلى جمع وإستكمال كافة البيانات والمعلومات الخاصة بحفر الآبار. كما تسمح للمستخدم تفسير وتحليل البيانات الأساسية والمسجلة. وهو يشرع في إيجاد منصة واحدة قادرة على دعم كافة البيانات لحفر الآبار وسير العمل المتكامل والتحليل، مما يقلل من الحاجة للعديد من الأدوات المتخصصة للغاية. وبالتالي، فالبرنامج يلخص المعلومات المطلوبة ويقيم كافة المخاطر والشكوك التي لها أن توقف سير العمل، وأن تؤثر في كافة أنحاء العالم ومظاهر الحياة العامة المعاصرة.

## تاريخ التيكلوج
وُضِعَت برامج التيكلوج(بالإنجليزية:  Techlog)‏ في مونبيلييه بجنوب فرنسا من قبل شركة تُدعَى تيشيسا(بالإنجليزية:  Techsia )‏ . وتم تشكيل الشركة في عام 2000. وكان الإصدار الأول من Techlog المتاحة تجاريا في عام 2002.